# Арта Велика
Арта Велика је ненасељено острво у хрватском делу Јадранског мора у акваторији општине Муртер-Корнати у групи од 14 острва и острвца око северозападне половине острва Муртера, у којој је Арта Велика највеће острво
Налази се око 2,5 км северозападно од острва Муртер. Место Пакоштане се налази 5 км североисточно од острва. Површина острва износи 1,279 км². Дужина обалске линије је 5,531 км.. Највиши врх на острву Вела глава висок је 95 метара.